# سفارة دولة فلسطين لدى إيران
سفارة دولة فلسطين لدى إيران هي الممثلية الدبلوماسية العُليا لدولة فلسطين لدى إيران. تقع السفارة في شارع فلسطين في طهران.